# Batz-sur-Mer
Batz-sur-Mer (bretonisch: Bourc’h-Baz) ist eine französische Gemeinde mit 2799 Einwohnern (Stand: 1. Januar 2022) im Département Loire-Atlantique in der Region Pays de la Loire. Sie ist Teil des Arrondissements Saint-Nazaire, des Kantons La Baule-Escoublac und gehört zum Gemeindeverband Presqu’île de Guérande Atlantique.

## Geografie
Batz-sur-Mer liegt am Atlantik, an der Côte d’Amour ("Liebesküste"). Umgeben wird Batz-sur-Mer von den Nachbargemeinden Guérande im Norden, Le Pouliguen im Osten sowie Le Croisic im Westen.
Der Ort hat einen Bahnhof an der Bahnstrecke Saint-Nazaire–Le Croisic.

## Geschichte
Noch im 9. Jahrhundert lagen Batz sowie der Nachbarort Le Croisic auf Inseln. 945 wurde hier ein Priorat von Alain II., Herzog der Bretagne, gestiftet. 
Im Jahr 1854 wurde Batz-sur-Mer eigenständige Gemeinde.

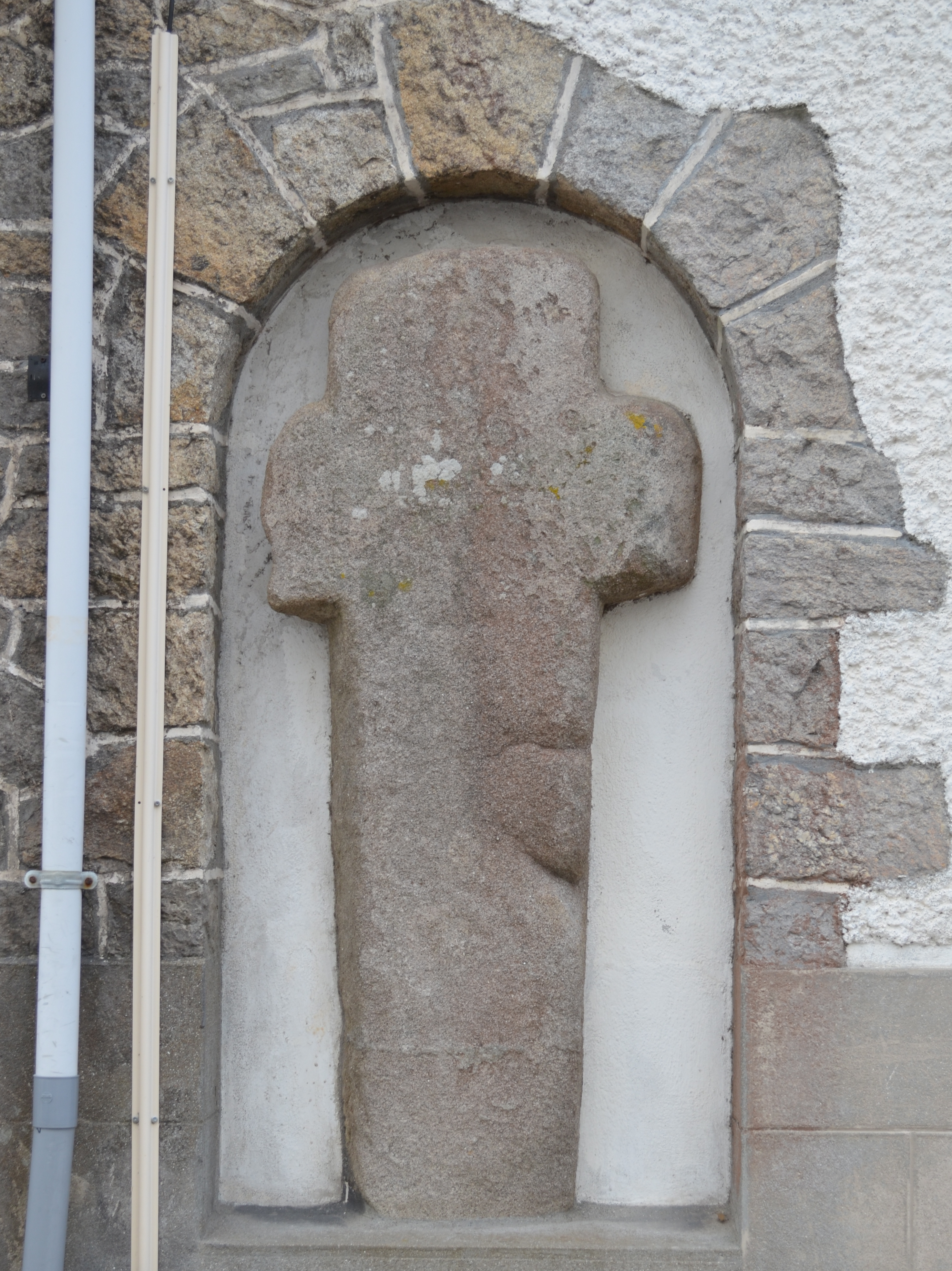
Croix des Douleurs

### Bevölkerungsentwicklung
| Jahr      | 1962 | 1968 | 1975 | 1982 | 1990 | 1999 | 2006 | 2017 |
| --------- | ---- | ---- | ---- | ---- | ---- | ---- | ---- | ---- |
| Einwohner | 2288 | 2277 | 2236 | 2590 | 2734 | 3051 | 3217 | 2906 |

## Gemeindepartnerschaft
Mit der französischen Gemeinde Salies-de-Béarn im Département Pyrénées-Atlantiques besteht eine Partnerschaft.

## Sehenswürdigkeiten
- Zisterne von Tremondais
- Mühle von La Falaise aus dem 16. Jahrhundert
- Kirche Saint-Guénolé aus dem 15./16. Jahrhundert, seit 1909 Monument historique
- Kapelle Notre-Dame-du-Mûrier, im 15. Jahrhundert erbaut, Ruinen, seit 1862 Monument historique
- Kapelle Saint-Marc und Calvaire aus dem 15. Jahrhundert
- Croix des Douleurs, ein christianierter Menhir; seit 1944 Monument historique
- Die Menhire Pierre-Longue von Le Croisic und Pierre Longue am Strand von Saint-Michel.
- Musée des Marais Salants

## Persönlichkeiten
- Pawel Samuilowitsch Urysohn (1898–1924), ukrainisch-russischer Mathematiker, hier gestorben
- Jean Fréour (1919–2010), Bildhauer
- Francine Caron (* 1945), Schriftsteller, Übersetzer, Literaturwissenschaftler